# Potkula
Potkula (en serbe cyrillique : Поткула) est un village du centre du Monténégro, dans la municipalité de Danilovgrad.

## Démographie

### Évolution historique de la population
| 1948 | 1953 | 1961 | 1971 | 1981 | 1991 | 2003 |
| ---- | ---- | ---- | ---- | ---- | ---- | ---- |
| 206  | 222  | 220  | 208  | 233  | 284  | 285  |